# میتسوبیشی ای‌کا

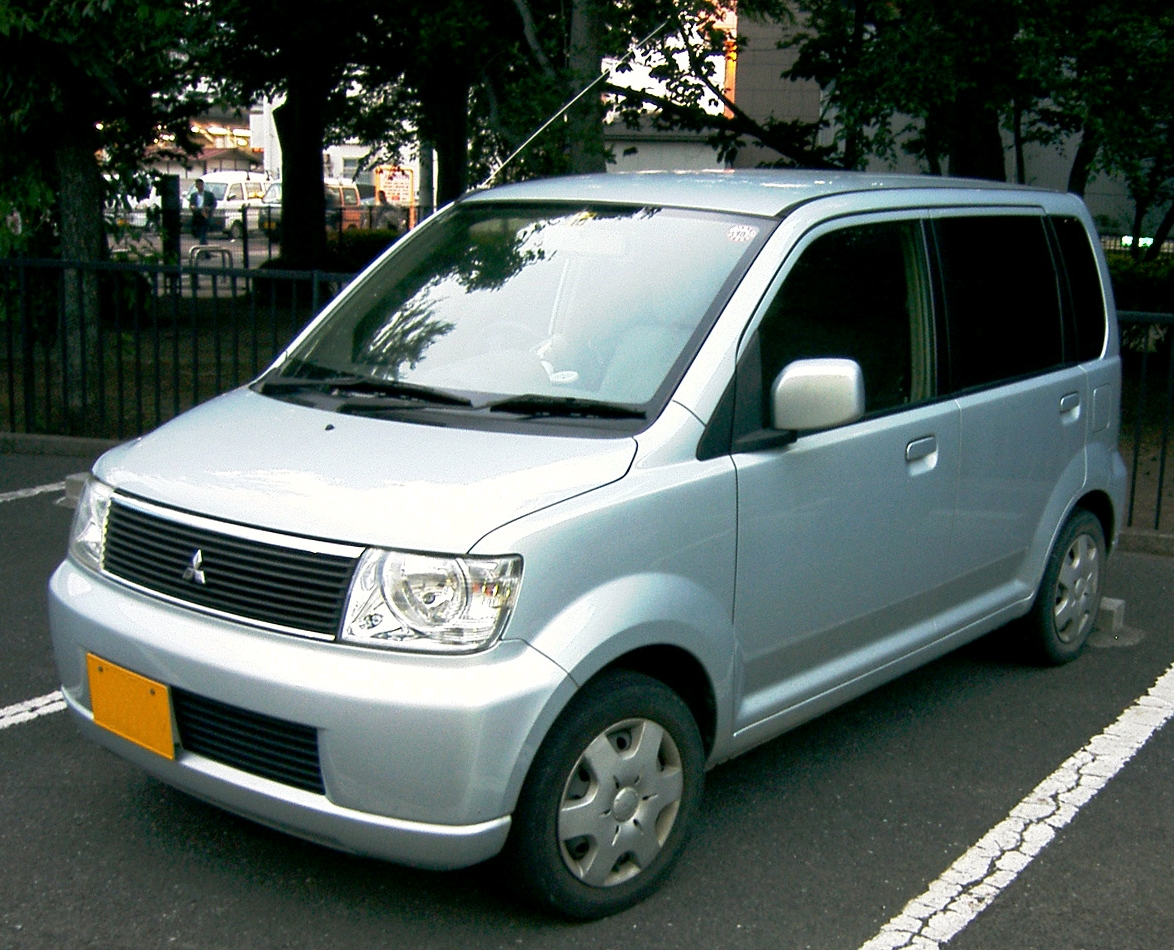
میتسوبیشی ای‌کا واگن

میتسوبیشی ای‌کا (Mitsubishi eK) خودرویی است که از سال ۲۰۰۱ تا کنون توسط شرکت میتسوبیشی موتورز تولید شده‌است.
طراحی آن موتور جلو، خودرو محور جلو و خودرو چهار چرخ محرک بوده‌است. سیستم جعبه‌دندهٔ آن ۴ دنده به صورت خودکار است.

## تولید و فروش
در آمار تولید مدل‌های تولیدی توسط شرکت نیسان هم حساب گردیده ولی در آمار فروش فقط مدل‌های فروخته شده با آرم تجاری میتسوبیشی حساب گردیده.
| سال  | تولید   | فروش    |
| ---- | ------- | ------- |
| ۲۰۰۱ | ۹۷٬۳۹۰  | ۸۶٬۴۶۵  |
| ۲۰۰۲ | ۱۱۵٬۹۱۸ | ۱۲۲٬۸۵۷ |
| ۲۰۰۳ | ۱۱۹٬۶۵۲ | ۱۱۸٬۵۶۷ |
| ۲۰۰۴ | ۷۰٬۸۲۶  | ۷۱٬۰۶۲  |
| ۲۰۰۵ | ۱۱۸٬۴۸۰ | ۷۳٬۲۷۷  |
| ۲۰۰۶ | ۱۲۲٬۲۹۴ | ۶۷٬۰۵۲  |
| ۲۰۰۷ | ۷۷٬۸۷۵  | ۵۶٬۶۸۶  |
| ۲۰۰۸ | ۶۳٬۹۴۳  | ۳۹٬۹۷۲  |

(منابع: Facts & Figures 2005, Facts & Figures 2009, Mitsubishi Motors website)

## نگارخانه

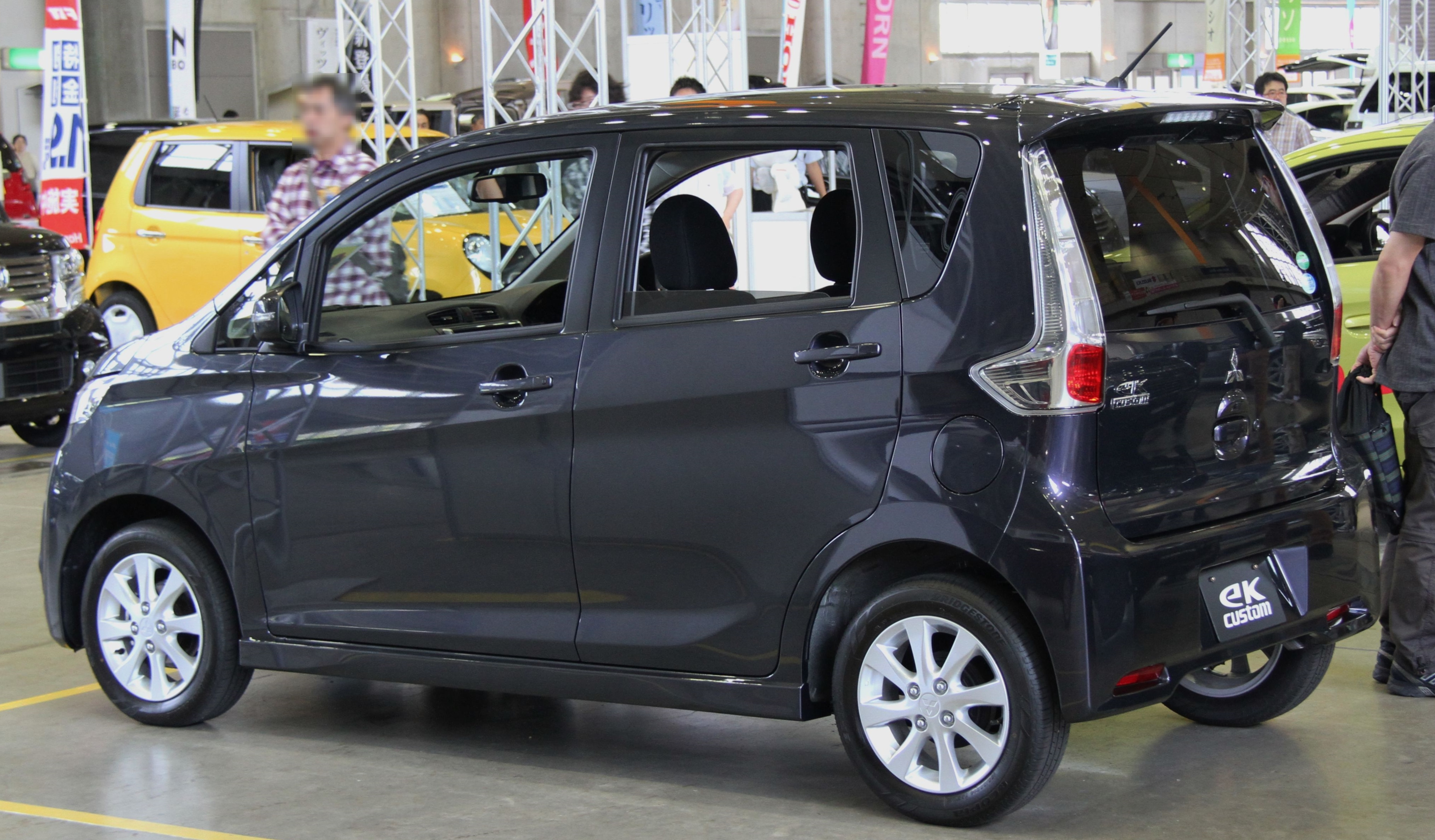
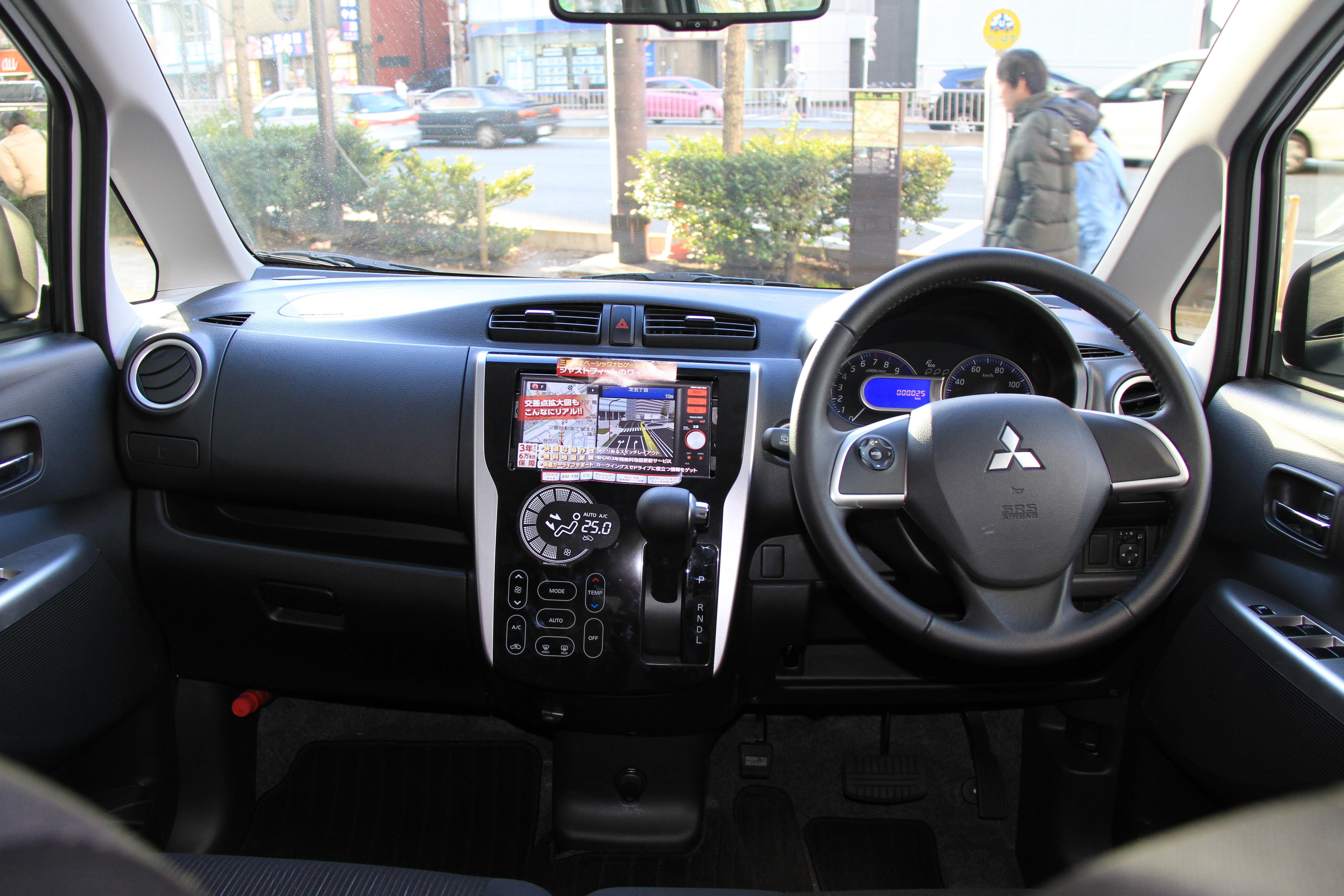
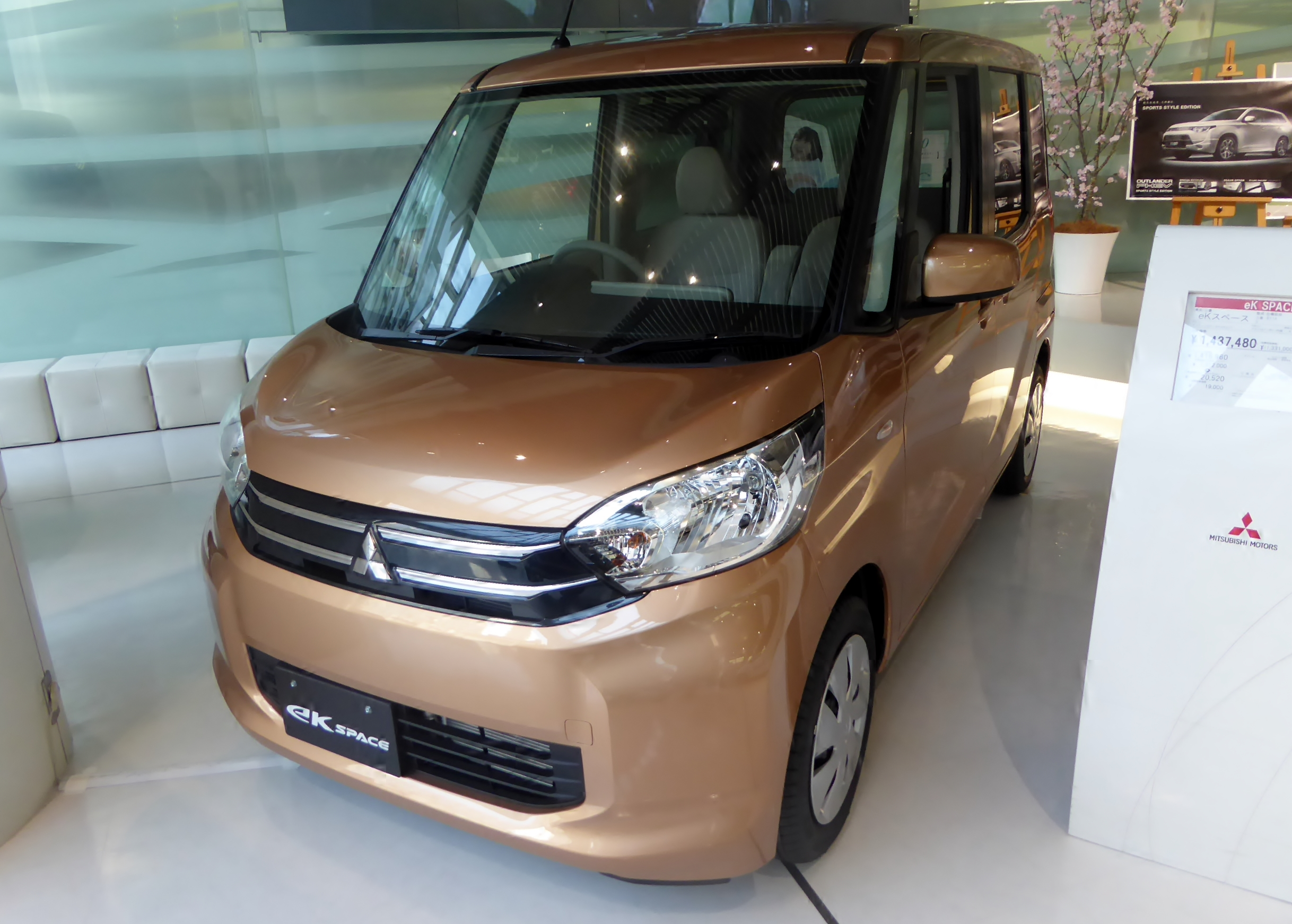
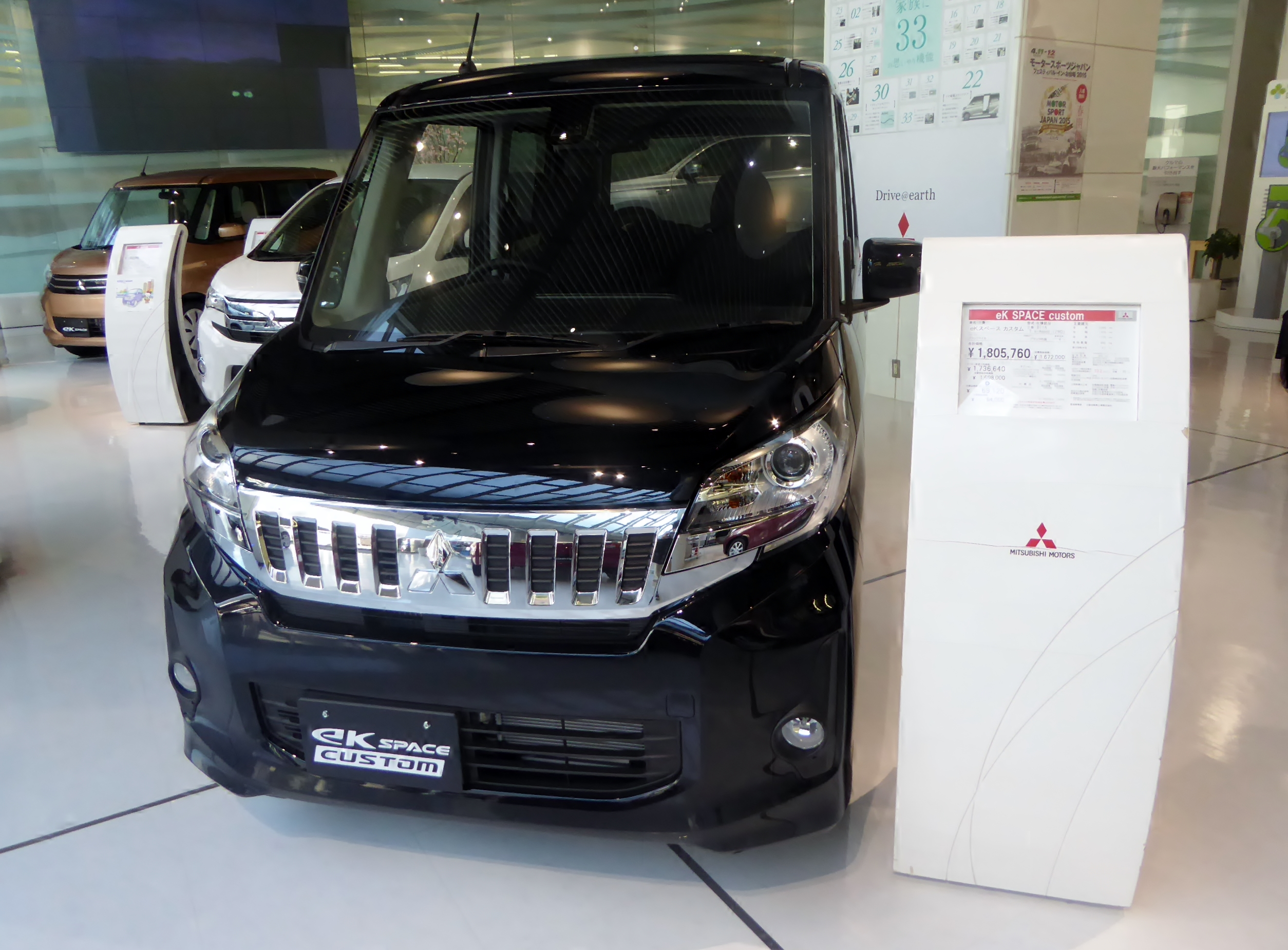
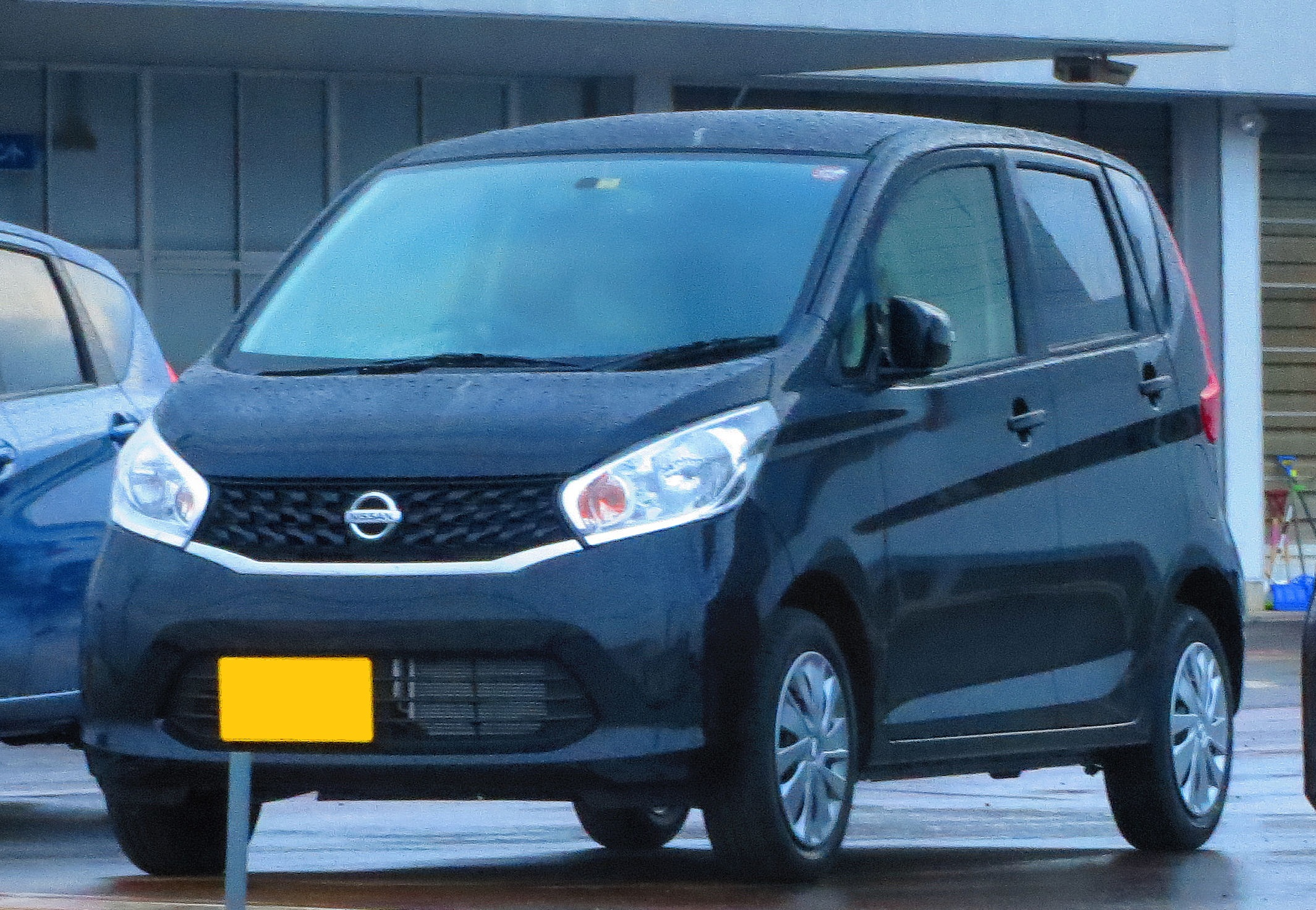
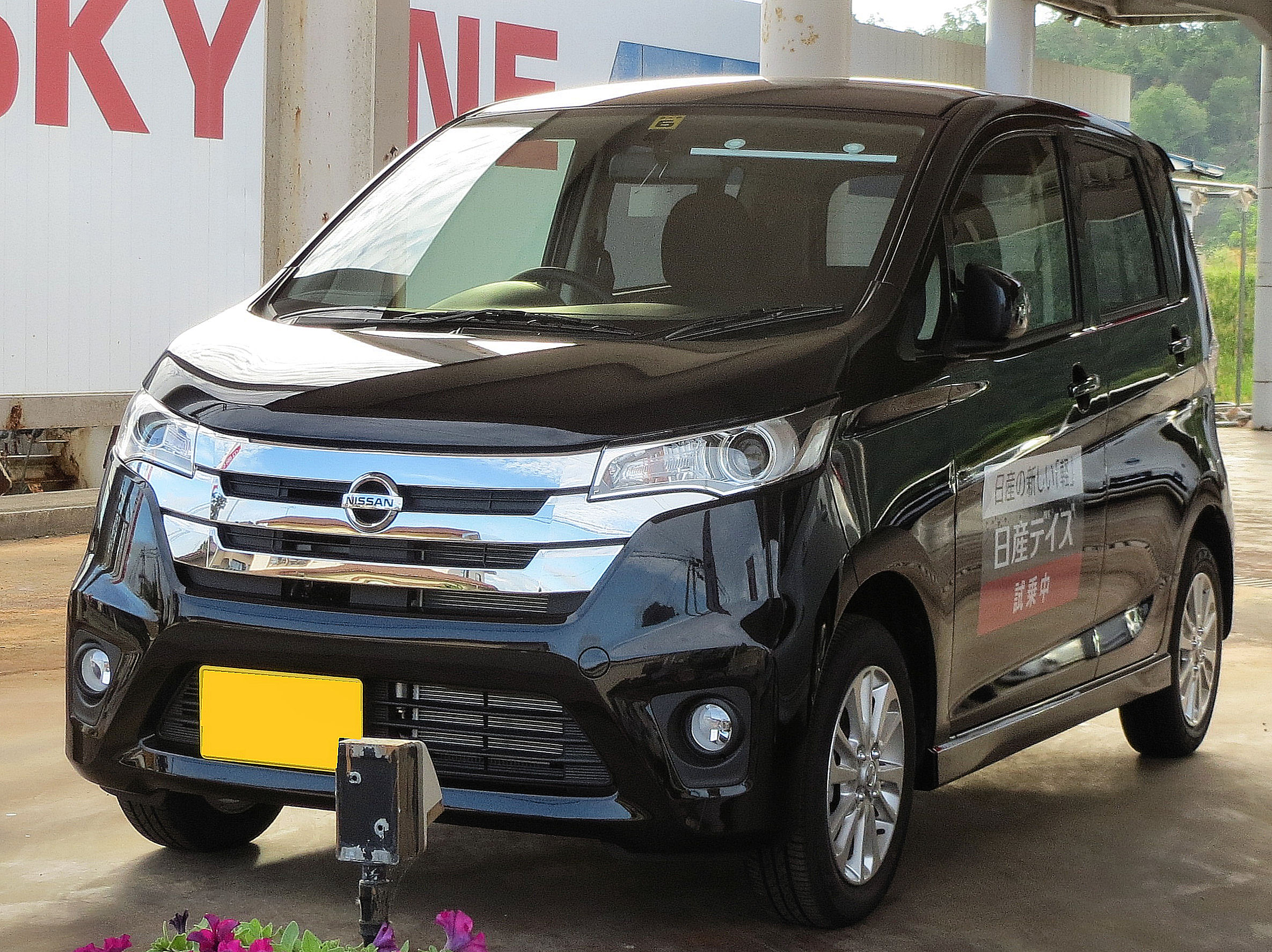
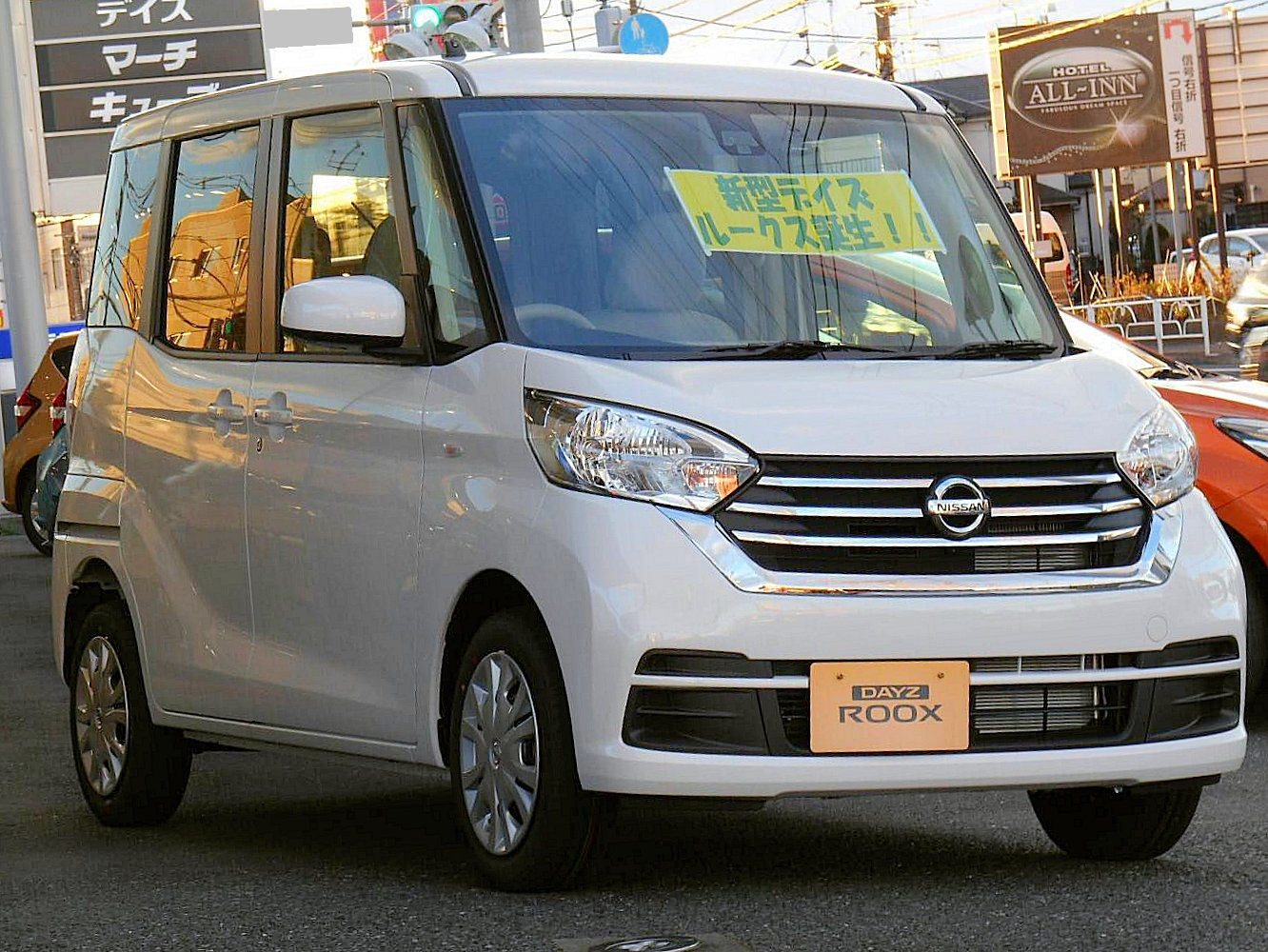
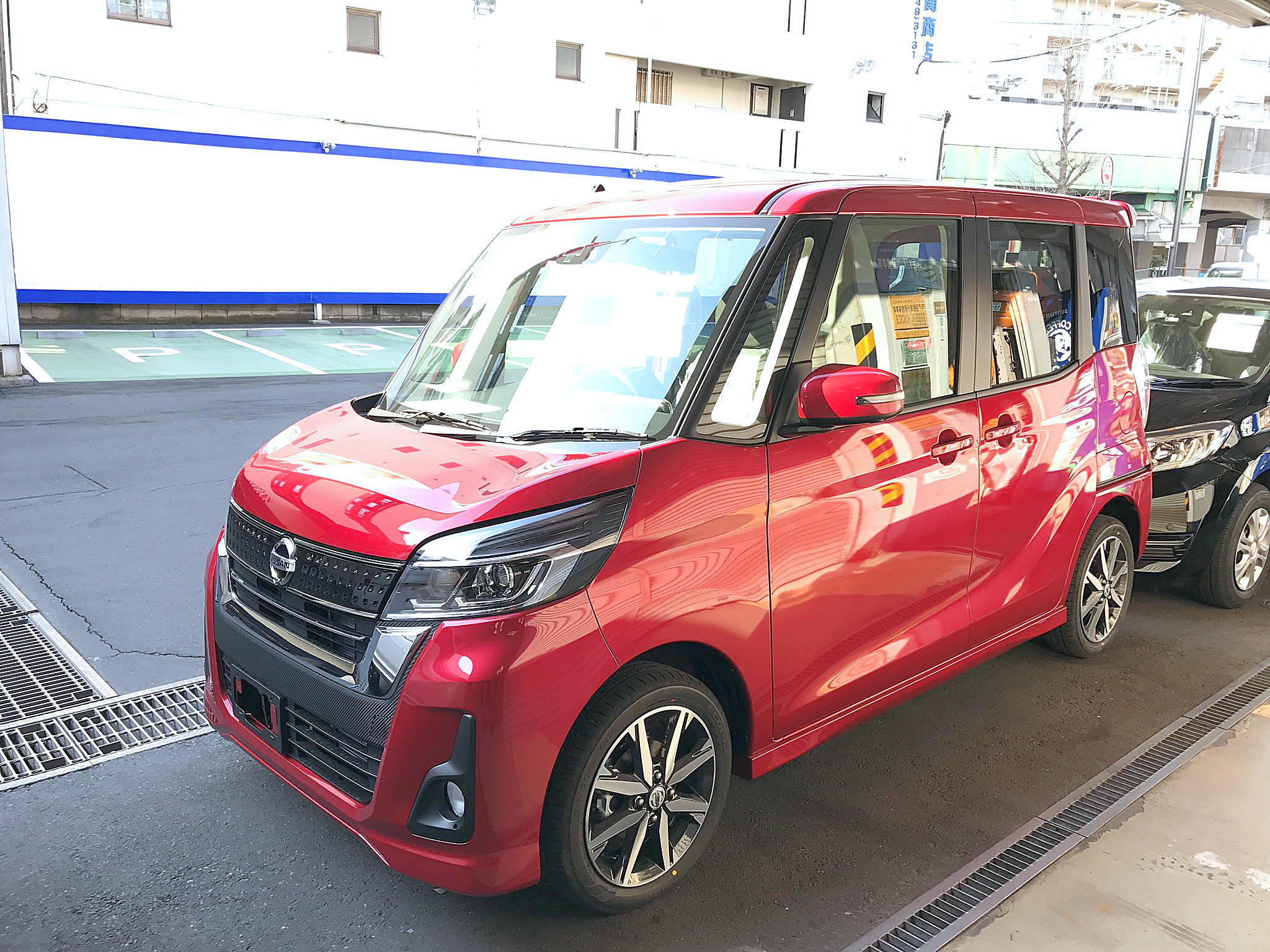